# شهرستان مالهور (اورگن)
شهرستان مالهور، اورگن (به انگلیسی: Malheur County, Oregon) شهرستانی در ایالات متحده آمریکا است که در اورگن واقع شده‌است.

## خصوصیات
شهرستان مالهور ۲۵٬۷۱۸٫۷۳ کیلومترمربع مساحت دارد.